# Карасюрово
 Карасюрово  — деревня в Афанасьевском районе Кировской области в составе Пашинского сельского поселения.

## География
Расположена на расстоянии примерно 14 км на юг-юго-восток по прямой от райцентра поселка Афанасьево на правобережье реки Кама.

## История
•	Известна с 1891 года как починок Карасюрский с 12 семьями, в 1926 году деревня Карасюровская, хозяйств 17 и жителей 107, в 1950 18 и 55, в 1989 102 жителя. Настоящее название утвердилось с 1978 года.  

## Население
Постоянное население составляло 89 человек (русские 93%) в 2002 году, 56 в 2010.